# Lista de faróis

## Angola
| Nome do farol   | País   | Alcance luminoso (em milhas náuticas) | Altura (em metros) | Ano de fundação | Coordenadas                       |
| --------------- | ------ | ------------------------------------- | ------------------ | --------------- | --------------------------------- |
| Farol do Lobito | Angola | ?                                     | ?                  | ?               | 3° 04′ 16,22″ S, 59° 46′ 13,71″ O |
|                 |        | ?                                     | ?                  | ?               | 3° 04′ 16,22″ S, 59° 46′ 13,71″ O |
|                 |        | ?                                     | ?                  | ?               | 3° 04′ 16,22″ S, 59° 46′ 13,71″ O |

## Austrália
- - Farol de North Mole
  - Farol da Baía de Byron
  - Farol de South Mole

## Cabo Verde
- Ilha de Santo Antão

2008 - Farol de Fontes Pereira de Melo (Ponta da Tumba, farol de Boi)
2013 - Farol da Ponta Mangrande (Ponta Oeste)
- Ilha de São Vicente

2020 - Farol de D. Amélia (Ponta Machado, São Pedro)
2024 - Farol de D. Luís (Farol do Ilhéu dos Pássaros, Porto Grande)
- Ilha de São Nicolau

2050 - Farol da Ponta Leste (Ponta Calheta)
2054 - Farol do Porto Velho (Preguiça)
2058 - Farol do Barril (Ponta do Barril)
- Ilha do Sal

2020 - Farol da Ponta Norte (Reguinho Fiúra)
2026 - Farol de Pedra de Lume
2080(?) - Farol da Ponta de Vera Cruz (Santa Maria)
2080(?) - Farol da Ponta do Sinó
- Ilha da Boa Vista

2100 - Farol da Ponta Varandinha
2102 - Farol do Morro Negro
2110 - Farol da Ponte-Cais Sal-Rei (Farol Velho, Ponta da Escuma)
- Ilha do Maio

2115 - Farol do Forte de S. José (Vila do Maio, Porto do Maio)
2118 - Farol da Ponta Cais
- Ilha de Santiago

2125 - Farol da Ponta do Lobo
2136 - Farol de D. Maria Pia (Ponta Temerosa)
2148 - Farol da Ponta Preta (A NW do Tarrafal)
2150 - Farol da Ponta Moreira
- Ilha do Fogo

2164 - Farol de Alcatraz (Ponta de Alcatraz)
- Ilhéu de Cima

2190 - Farol do Ilhéu de Cima
- Ilha Brava

2180 - Farol da Ponta da Jalunga (Porto da Furna)
2184 - Farol da Ponta Nhô Martinho

## Egito
- - Farol de Alexandria

## Espanha
- - Torre de Hércules (Farol da)

## França
- - Farol de Saint Mathieu

## Goa(Índia)
- - Farol da Fortaleza da Aguada

## Guiné-Bissau
- - Farolim da Catedral de Bissau

## Macau(China)
- - Farol da Guia

## Moçambique
- Farol de Cabo Delgado, província de Cabo Delgado.
- Farol da Ilha Medjumbe, província de Cabo Delgado.
- Farol de Pinda, província de Nampula.
- Farol da Ilha de Goa.
- Farol do Rio Macuti, província de Sofala.
- Farol do Bazaruto, província de Inhambane.
- Farol da Ponta da Barra, província de Inhambane.
- Farol dos baixios de Boa Paz.

## São Tomé e Príncipe
- Ilha do Príncipe

4001 - Farol dos Mosteiros
4002 - Farolim Santo António do Príncipe
4003 - Farolim da Ponta da Mina
4004 - Farolim da Ponta Chindela
4005 - Farol do Focinho de Cão
4006 - Farol do Ilhéu Bom Bom
4008 - Farol do Boné do Jóquei
4010 - Farol da Tinhosa Grande
- Ilha de São Tomé

4030 - Farol do Ilhéu das Cabras
4034 - Farolim Ana Chaves anterior
4034.1 Farolim Ana Chaves posterior
4038 - Farol de São Sebastião
4039 - Farol do Ilhéu Santana
4040 - Farol de Angolares
4042 - Farol do Ilhéu Gago Coutinho (Ilhéu das Rolas)
4050 - Farol da Ponta Furada
4055 - Farol da Lagoa Azul

## Timor-Leste
- - Farol do Porto de Dili